# Regiones hidrográficas de Brasil

Mapa de la división hidrográfica de Brasil.

Las regiones hidrográficas de Brasil son las distintas redes de cuencas hidrográficas del país, definidas según el Consejo Nacional de Recursos Hídricos (CNRH). Hasta 2003, el territorio brasileño se dividía en siete regiones hidrográficas, pero con la Resolución n.º 32, de 15 de octubre de aquel año, se instituyó una nueva División Hidrográfica Nacional por la cual Brasil pasaba a estar dividido en doce regiones. A diferencia de las cuencas hidrográficas, que pueden traspasar las fronteras nacionales, las regiones hidrográficas, según se establece en la ley, están restringidas al espacio territorial de las 27 unidades federativas de Brasil. Pero además de las cinco regiones determinadas por el Instituto Brasileño de Geografía y Estadística (IBGE) y de las tres regiones geoeconómicas, son más bien una manera de gestión integrada de recursos hídricos de Brasil, solo que, en ese caso, centrada en los recursos hídricos y basándose en las cuencas hidrográficas.
Brasil cuenta con una vasta y densa red hidrográfica y algunos de sus ríos destacan por la extensión, anchura o profundidad de sus cauces. En consideración a la naturaleza del relieve, destacan los ríos de planalto, que presentan un lecho acuático con rupturas de declive y valles, entre otros aspectos, que les confieren un gran potencial para la generación de energía eléctrica. En cuanto a la navegabilidad de estos ríos, dado su perfil irregular, queda un tanto perjudicada. De esta forma, se hace necesaria una política de gestión hídrica nacional.
La mayor de las regiones es la Región hidrográfica Amazónica, con 3 800 000 km², que se esparce por siete estados brasileños, la mayor cuenca hidrográfica del mundo. Además posee el mayor río del mundo (el río Amazonas, que posee 6992 km de longitud, superando al río Nilo, que tiene 6852 km. Cinco de las regiones están formadas por cuencas secundarias o costeras, o sea, un agrupamiento de pequeñas cuencas de drenaje sin un río principal que establezca conexiones entre los cursos de agua; son las siguientes: Atlántico Sur, Atlántico Sureste, Atlántico Este, Atlántico Noreste Oriental y Atlántico Noreste Occidental. Por otro lado, las regiones de Paraguai, Uruguai y Paraná integran una misma cuenca, la cuenca del río de la Plata.

## Lista
| Mapa                                                | Regiones hidrográficas        | Unidades federativas (siglas) | Área total (% do Brasil) | Cuencas principales                                                                  | Principales ríos                                                         | Imagen |
| --------------------------------------------------- | ----------------------------- | ----------------------------- | ------------------------ | ------------------------------------------------------------------------------------ | ------------------------------------------------------------------------ | --- |
| Região hidrográfica Amazônica                       | Amazonas                      | AC, AM, RR, RO, MT, PA e AP.  | 3 800 000 km² (44.63%)   | Cuencas del río Amazonas y costeras de Ilha de Marajó y de Amapá.                    | Amazonas, Negro, Solimões e Purus.                                       | "Encontro das Águas", la confluencia del río Negro con el río Solimões, en Manaos, Amazonas.                                       |
| Região hidrográfica do Tocantins-Araguaia           | Tocantins-Araguaia            | GO, MT, TO, MA, PA y DF.      | 967 059 km² (11.36%)     | Cuenca del río Tocantins.                                                            | Tocantins, Araguaia, Vermelho, Itacaiunas y Crixá-Açú.                   | Río Tocantins en Palmas, Tocantins.                                                                                                |
| Região hidrográfica do Atlântico Nordeste Ocidental | Atlántico Noreste Occidental  | MA y PA.                      | 254 100 km² (2.98%)      | Cuencas costeras de las bahías de São José y São Marcos                              | Gurupi, Turiaçu, Pericumã y Mearim.                                      | El río Mearim en el pueblo de Santa Cantídia Pedreiras, Maranhão.                                                                  |
| Región hidrográfica del Parnaíba                    | Parnaíba[cita requerida]      | PI, MA e CE.                  | 344 112 km² (4.04%)      | Cuenca del río Parnaíba.                                                             | Parnaíba, Balsas, Gurgueia y Uruçuí-Preto.                               | El río Parnaíba en Nazária, Piauí.                                                                                                 |
| Región hidrográfica del Atlántico Noreste Oriental  | Atlántico Noreste Oriental    | CE, RN, PB, PE y AL.          | 287 348 km² (3.37%)      | Cuencas costeras del Jaguaribe, Piranhas-Açu, Taperoá–Paraíba y Beberibe–Capibaribe. | Jaguaribe, Piranhas-Açu, Paraíba Salgado, Capibaribe, Banabuiú y Cariús. | El río Jaguaribe en Aracati, Ceará.                                                                                                |
| Región hidrográfica del São Francisco               | São Francisco                 | SE, AL, PE, BA, GO, MG y DF.  | 640 000 km² (7.52%)      | Cuenca del río São Francisco.                                                        | São Francisco, Velhas, Abaeté y Carinhanha.                              | El río Carinhanha. |
| Región hidrográfica del Atlántico Este              | Atlántico Este                | SE, BA, MG e ES.              | 374 677 km² (4.4%)       | Cuenca de los ríos Contas, Jequitinhonha, Mucuri, Paraguaçu, São Mateus.             | Contas, Jequitinhonha, Mucuri, Paraguaçu, Pardo y São Mateus.            | El río Paraguaçu visto de lejos, Bahía.                                                                                            |
| Región hidrográfica del Atlántico Sureste           | Atlántico Sureste             | ES, MG, RJ, SP y PR.          | 229 972 km² (2.7%)       | Cuencas costeras de Doce, Ribeira, Paraíba do Sul.                                   | Doce, Paraíba do Sul, Ribeira de Iguape.                                 | El río Doce en Galileia, Minas Gerais.                                                                                             |
| Región hidrográfica del Paraná                      | Paraná                        | MG, GO, MS, SP, PR, SC e DF.  | 879 860 km² (10.33%)     | Subcuenca del río Paraná en territorio brasileño.                                    | Paraná, Paranaíba, Tietê y Iguaçu.                                       | Lago de la fábrica hidroeléctrica Engenheiro Sérgio Motta, en el río Paraná, entre los estados de Mato Grosso del Sur y São Paulo. |
| Región hidrográfica del Paraguay                    | Paraguay                      | MT y MS.                      | 363 442 km² (4.27%)      | Subcuenca del río Paraguay en territorio brasileño.                                  | Paraguay, Miranda, Cuiabá y São Lourenço.                                | Puente Eurico Gaspar Dutra sobre el río Paraguay en el distrito de Porto Esperança, en Corumbá, Mato Grosso del Sur.               |
| Región hidrográfica del Uruguay                     | Uruguay[cita requerida]       | RS y SC.                      | 174 612 km² (2.05%)      | Subcuenca del río Uruguay en territorio brasileño.                                   | Uruguay, Chapecó, Passo Fundo, Peixe y Várzea.                           | El río Uruguay, visto desde Santa Catarina.                                                                                        |
| Región hidrográfica del Atlántico Sur               | Atlántico Sur[cita requerida] | SP, PR, SC y RS.              | 185 856 km² (2.18%)      | Cuencas costeras de Camaquã, Itajaí, Jacuí, Itajaí-Mirim, Itajaí do Sul.             | Itajaí, Jacuí, Itajaí-Açu y Itajaí do Sul.                               | Puesta de sol en el río Itajaí-Açu, en Itajaí.                                                                                     |